# Ламас (Перу)
Ламас (ісп. Lamas) — місто у північній частині Перу, адміністративний центр однойменної провінції у складі регіону Сан-Мартін. За переписом 2007 року населення міста становило 16,8 тисячі осіб.

## Історія
Засновником міста вважають вождя народу покра Анкоайо.

## Клімат
Місто знаходиться у зоні, що характеризується вологим тропічним кліматом. Найтепліший місяць — листопад із середньою температурою 25,5 °C (77.9 °F). Найхолодніший місяць — липень, із середньою температурою 23,9 °С (75 °F).
| Клімат Ламаса           | Клімат Ламаса | Клімат Ламаса | Клімат Ламаса | Клімат Ламаса | Клімат Ламаса | Клімат Ламаса | Клімат Ламаса | Клімат Ламаса | Клімат Ламаса | Клімат Ламаса | Клімат Ламаса | Клімат Ламаса | Клімат Ламаса |
| Показник                | Січ.          | Лют.          | Бер.          | Квіт.         | Трав.         | Черв.         | Лип.          | Серп.         | Вер.          | Жовт.         | Лист.         | Груд.         | Рік           |
| Середня температура, °C | 25,4          | 25,1          | 25,1          | 24,9          | 24,7          | 24,2          | 23,9          | 24,5          | 25            | 25,3          | 25,5          | 25,5          | 24,9          |
| Норма опадів, мм        | 123.9         | 128.1         | 180.3         | 144.2         | 113.3         | 86.5          | 79.2          | 79.7          | 119.1         | 143.6         | 122.3         | 100.7         | 1420.9        |
| Днів з опадами          | 15,1          | 15,5          | 16,1          | 14,1          | 12,8          | 10,6          | 10,8          | 8,9           | 11,5          | 13,7          | 13,6          | 14,4          | 157,1         |
| Вологість повітря, %    | 74.7          | 76.5          | 79.2          | 79.9          | 79.7          | 79            | 77.7          | 74.8          | 75.7          | 76.9          | 75.9          | 75.1          | 77.1          |
| ----------------------- | ------------- | ------------- | ------------- | ------------- | ------------- | ------------- | ------------- | ------------- | ------------- | ------------- | ------------- | ------------- | ------------- |
| Джерело: Weatherbase    |               |               |               |               |               |               |               |               |               |               |               |               |               |